# Club Friday To Be Continued - Rak long jai
Club Friday To Be Continued - Rak long jai (thailandese: Club Friday To Be Continued รักลองใจ) è una serie televisiva thailandese facente parte del franchise di Club Friday. Si tratta di uno spin-off della quarta stagione ("Rak long jai", รักลองใจ) di Club Friday the Series 7 - Het gert jahk kwarm rak.
È andata in onda su GMM 25 dal 20 luglio al 31 agosto 2017, mentre il 17 novembre dello stesso anno è andato in onda un episodio speciale conclusivo.

## Personaggi e interpreti

### Principali
- Ploy, interpretata da Monchanok Saengchaipiangpen "Mo".
- Jay, interpretato da Yuthana Puengklarng "Toomtam".
- Pin, interpretata da Nara Thepnupha.
- Thank, interpretato da Sattaphong Phiangphor "Tao".
- Toei, interpretata da Pattarasaya Yongrattanamongkol "Mint".

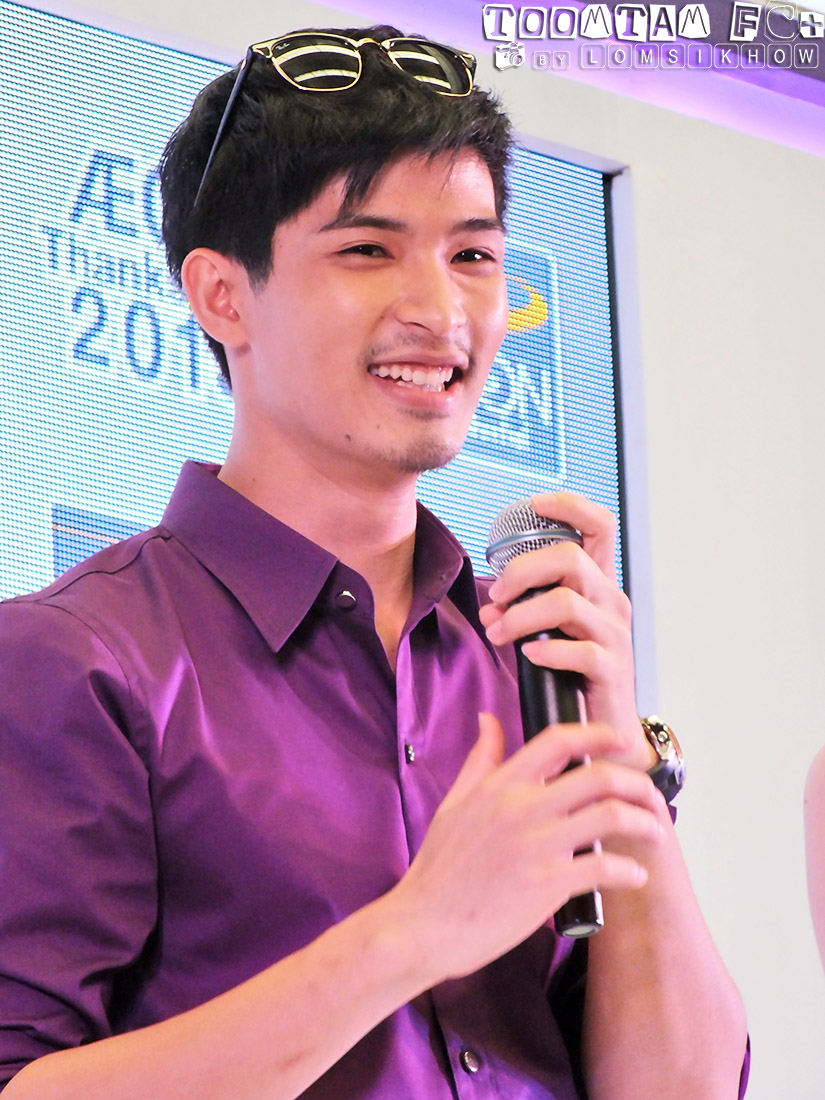
Yuthana Puengklarng

## Episodi
| Stagione       | Episodi | Prima TV |
| -------------- | ------- | -------- |
| Prima stagione | 13+1    | 2017     |